# Hopman Cup 2000
Der Hopman Cup 2000 war die 12. Ausgabe des Tennisturniers im australischen Perth. Er wurde vom 1. bis 8. Januar 2000 ausgetragen.
Der letzte Teilnehmer wurde zwischen Thailand und Japan ausgespielt. In diesem Play-off setzte sich Thailand mit 2:1 durch. Das Ersatzteam Japan kam aber dennoch zu einem Einsatz, da das Team der Slowakei nicht an
ihrem letzten Vorrundenspiel gegen Australien teilnehmen konnten. Japan gewann dieses Duell mit 3:0.
Im Finale gewann das Team in Person von Amanda Coetzer und Wayne Ferreira aus Südafrika mit 3:0 gegen das Team Tamarine Tanasugarn und Paradorn Srichaphan aus Thailand.

## Teilnehmer und Gruppeneinteilung
| Nation             | Teilnehmer                             |
| ------------------ | -------------------------------------- |
| Belgien            | Dominique Van Roost und Xavier Malisse |
| Südafrika          | Amanda Coetzer und Wayne Ferreira      |
| Schweden           | Åsa Carlsson und Jonas Björkman        |
| Vereinigte Staaten | Alexandra Stevenson und James Blake    |

| Nation     | Teilnehmer                                  |
| ---------- | ------------------------------------------- |
| Österreich | Barbara Schett und Stefan Koubek            |
| Slowakei   | Henrieta Nagyová und Karol Kučera           |
| Australien | Jelena Dokić und Mark Philippoussis         |
| Thailand   | Tamarine Tanasugarn und Paradorn Srichaphan |

## Spielplan

### Tabelle
| Pos. | Land               | Gewonnen | Verloren | Spiele | Sätze |
| ---- | ------------------ | -------- | -------- | ------ | ----- |
| 1    | Südafrika          | 3        | 0        | 7:2    | 17:4  |
| 2    | Schweden           | 2        | 1        | 6:3    | 12:6  |
| 3    | Belgien            | 1        | 2        | 3:6    | 7:14  |
| 4    | Vereinigte Staaten | 0        | 3        | 2:7    | 6:16  |

| Pos. | Land       | Gewonnen | Verloren | Spiele | Sätze |
| ---- | ---------- | -------- | -------- | ------ | ----- |
| 1    | Thailand   | 2        | 1        | 6:3    | 12:9  |
| 2    | Österreich | 2        | 1        | 5:4    | 12:9  |
| 3    | Australien | 1        | 2        | 3:6    | 10:11 |
| 4    | Japan      | 1        | 0        | 3:0    | 2:11  |
| 5    | Slowakei   | 0        | 2        | 1:5    | 10:13 |

| Abschnitt | Datum          | Team 1             | Team 2             | Ergebnis |
| --------- | -------------- | ------------------ | ------------------ | -------- |
| Play-off  |                | Thailand           | Japan              | 2:1      |
| Vorrunde  |                | Südafrika          | Belgien            | 3:0      |
| Vorrunde  |                | Schweden           | Vereinigte Staaten | 3:0      |
| Vorrunde  |                | Österreich         | Slowakei           | 2:1      |
| Vorrunde  |                | Thailand           | Australien         | 2:1      |
| Vorrunde  |                | Südafrika          | Schweden           | 2:1      |
| Vorrunde  |                | Vereinigte Staaten | Belgien            | 1:2      |
| Vorrunde  |                | Australien         | Österreich         | 2:1      |
| Vorrunde  |                | Thailand           | Slowakei           | 3:0      |
| Vorrunde  |                | Südafrika          | Vereinigte Staaten | 2:1      |
| Vorrunde  |                | Belgien            | Schweden           | 1:2      |
| Vorrunde  |                | Österreich         | Thailand           | 2:1      |
| Vorrunde  |                | Japan              | Australien         | 3:0      |
| Finale    | 8. Januar 2000 | Südafrika          | Thailand           | 3:0      |

## Ergebnisse
| Datum          | Team 1             | Team 2             | Ergebnis | Spiel                  | Spieler 1              | Spieler 2                     | Resultat       |
| -------------- | ------------------ | ------------------ | -------- | ---------------------- | ---------------------- | ----------------------------- | -------------- |
|                | Thailand           | Japan              | 2:1      | Dameneinzel            | Tamarine Tanasugarn    | Ai Sugiyama                   | 6:1, 6:3       |
| Herreneinzel   | Thailand           | Japan              | 2:1      | Paradorn Srichaphan    | Takao Suzuki           | 6:3, 7:62                     |                |
| Mixed          | Thailand           | Japan              | 2:1      | Tanasugarn, Srichaphan | Sugiyama, Takao Suzuki | 6:3, 6:4                      |                |
|                | Südafrika          | Belgien            | 3:0      | Dameneinzel            | Amanda Coetzer         | Dominique Van Roost           | 6:4, 6:2       |
| Herreneinzel   | Südafrika          | Belgien            | 3:0      | Wayne Ferreira         | Xavier Malisse         | 6:2, 6:3                      |                |
| Mixed          | Südafrika          | Belgien            | 3:0      | Coetzer, Ferreira      | Van Roost, Malisse     | 7:5, 6:3                      |                |
|                | Schweden           | Vereinigte Staaten | 3:0      | Dameneinzel            | Åsa Carlsson           | Alexandra Stevenson           | 6:4, 6:4       |
| Herreneinzel   | Schweden           | Vereinigte Staaten | 3:0      | Jonas Björkman         | James Blake            | 6:3, 7:5                      |                |
| Mixed          | Schweden           | Vereinigte Staaten | 3:0      | Carlsson, Björkman     | Stevenson, Blake       | 6:3, 6:3                      |                |
|                | Österreich         | Slowakei           | 2:1      | Dameneinzel            | Barbara Schett         | Henrieta Nagyová              | 6:2, 6:3       |
| Herreneinzel   | Österreich         | Slowakei           | 2:1      | Stefan Koubek          | Karol Kučera           | 6:4, 0:6, 3:6                 |                |
| Mixed          | Österreich         | Slowakei           | 2:1      | Schett, Koubek         | Nagyová, Kučera        | 6:2, 3:6, 6:3                 |                |
|                | Thailand           | Australien         | 2:1      | Dameneinzel            | Tamarine Tanasugarn    | Jelena Dokić                  | 6:1, 6:4       |
| Herreneinzel   | Thailand           | Australien         | 2:1      | Paradorn Srichaphan    | Mark Philippoussis     | 1:6, 4:6                      |                |
| Mixed          | Thailand           | Australien         | 2:1      | Tanasugarn, Srichaphan | Dokić, Philippoussis   | 3:6, 6:3, 6:4                 |                |
|                | Südafrika          | Schweden           | 2:1      | Dameneinzel            | Amanda Coetzer         | Åsa Carlsson                  | 6:4, 6:0       |
| Herreneinzel   | Südafrika          | Schweden           | 2:1      | Wayne Ferreira         | Jonas Björkman         | 6:4, 6:4                      |                |
| Mixed          | Südafrika          | Schweden           | 2:1      | Coetzer, Ferreira      | Carlsson, Björkman     | 63:7, 3:6                     |                |
|                | Vereinigte Staaten | Belgien            | 1:2      | Dameneinzel            | Alexandra Stevenson    | Dominique Van Roost           | 6:4, 1:6, 6:4  |
| Herreneinzel   | Vereinigte Staaten | Belgien            | 1:2      | James Blake            | Xavier Malisse         | 63:7, 6:3, 3:6                |                |
| Mixed          | Vereinigte Staaten | Belgien            | 1:2      | Stevenson, Blake       | Van Roost, Malisse     | 4:6, 6:3, 2:6                 |                |
|                | Australien         | Österreich         | 2:1      | Dameneinzel            | Jelena Dokić           | Barbara Schett                | 1.6, 6:2, 7:5  |
| Herreneinzel   | Australien         | Österreich         | 2:1      | Mark Philippoussis     | Stefan Koubek          | 6:3, 3:6, 6:1                 |                |
| Mixed          | Australien         | Österreich         | 2:1      | Dokić, Philippoussis   | Schett, Koubek         | 5:7, 3:6                      |                |
|                | Thailand           | Slowakei           | 3:0      | Dameneinzel            | Tamarine Tanasugarn    | Henrieta Nagyová              | 6:2, 2:6, 6:1  |
| Herreneinzel   | Thailand           | Slowakei           | 3:0      | Paradorn Srichaphan    | Karol Kučera           | 4:6, 7:6, 6:2 Aufgabe bei 4:1 |                |
| Mixed          | Thailand           | Slowakei           | 3:0      | Tanasugarn, Srichaphan | Nagyová, Kučera        | 6:0, 6:0 Kampflos             |                |
|                | Südafrika          | Vereinigte Staaten | 2:1      | Dameneinzel            | Amanda Coetzer         | Alexandra Stevenson           | 6:3, 6:1       |
| Herreneinzel   | Südafrika          | Vereinigte Staaten | 2:1      | Wayne Ferreira         | James Blake            | 6:4, 6:4                      |                |
| Mixed          | Südafrika          | Vereinigte Staaten | 2:1      | Coetzer, Ferreira      | Stevenson, Blake       | 7:65, 3:6, 2:6                |                |
|                | Belgien            | Schweden           | 1:2      | Dameneinzel            | Dominique Van Roost    | Åsa Carlsson                  | 6:2, 6:3       |
| Herreneinzel   | Belgien            | Schweden           | 1:2      | Xavier Malisse         | Jonas Björkman         | 4:6, 3:6                      |                |
| Mixed          | Belgien            | Schweden           | 1:2      | Van Roost, Malisse     | Carlsson, Björkman     | 1:6, 5:7                      |                |
|                | Österreich         | Thailand           | 2:1      | Dameneinzel            | Barbara Schett         | Tamarine Tanasugarn           | 7:62, 3:6, 3:6 |
| Herreneinzel   | Österreich         | Thailand           | 2:1      | Stefan Koubek          | Paradorn Srichaphan    | 6:3, 6:1                      |                |
| Mixed          | Österreich         | Thailand           | 2:1      | Schett, Koubek         | Tanasugarn, Srichaphan | 8:73                          |                |
|                | Japan              | Australien         | 3:0      | Dameneinzel            | Ai Sugiyama            | Jelena Dokić                  | 6:4, 6:3       |
| Herreneinzel   | Japan              | Australien         | 3:0      | Takao Suzuki           | Mark Philippoussis     | 6:0, 6:0 Kampflos             |                |
| Mixed          | Japan              | Australien         | 3:0      | Sugiyama, Suzuki       | Dokić, Philippoussis   | 6:0, 6:0 Kampflos             |                |
| 8. Januar 2000 | Südafrika          | Thailand           | 3:0      | Dameneinzel            | Amanda Coetzer         | Tamarine Tanasugarn           | 3:6, 6:4. 6:4  |
| 8. Januar 2000 | Südafrika          | Thailand           | 3:0      | Herreneinzel           | Wayne Ferreira         | Paradorn Srichaphan           | 7:6, 6:3       |
| 8. Januar 2000 | Südafrika          | Thailand           | 3:0      | Mixed                  | Coetzer, Ferreira      | Tanasugarn, Srichaphan        | 6:1 Pro Set    |